# ۹ مارس
۹ مارس شصت و هشتمین (در سال‌های کبیسه شصت و نهمین) روز سال در گاه‌شماری میلادی است. ۲۹۷ روز تا پایان سال باقی‌است.

## رویدادها
- ۱۰۰۹ – قدیمی‌ترین ذکر نام لیتوانی که در متون پیدا شده: در رویدادنامه‌های صومعه کوئدلیندبورگ
- ۱۵۰۰ - ناوگان پدرو آلوارز کابرال لیسبون را به مقصد هند شرقی ترک کرد. این ناوگان برزیل را کشف کرد.
- ۱۷۷۶ – انتشار کتاب ثروت ملل توسط آدام اسمیت
- ۱۷۹۶ – ازدواج ناپلئون بناپارت با نخستین همسر خود ژوزفین بوهارنه
- ۱۸۴۲ – نخستین ذکر از کشف طلا در کالیفرنیا
- ۱۸۴۷ – جنگ آمریکا و مکزیک: آغاز نخستین عملیات آبی خاکی تاریخ ایالات متحده در محاصره وراکروز
- ۱۹۰۸ – تأسیس باشگاه فوتبال اینتر میلان
- ۱۹۴۴ – جنگ جهانی دوم: بمباران تالین در جنگ جهانی دوم
- ۱۹۹۰ - انتخاب محمود حسابی به عنوان مرد فیزیک سال

## زادروزها
- ۱۹۳۴- یوری گاگارین، نخستین فضانورد جهان
- ۱۹۴۳- بابی فیشر، شطرنج‌باز آمریکایی
- ۱۹۹۶ - آرمان عبدالعالی ؛ بسکتبالیست، دانش آموخته حقوق دانشگاه جامع علمی کاربردی ، دانش آموخته و دانشجوی مهندسی پزشکی دانشگاه پردیس تربیت مدرس، قاتل و عامل جنایت قتل غزاله شکور [۱]

## درگذشت‌ها
- ۱۹۵۲ - الکساندرا کولونتای، بانوی انقلابی بلشویک و سیاستمدار اهل شوروی
- ۱۹۸۹ - رابرت مپل‌تورپ، عکاس آمریکایی